# アオイガイ
アオイガイ Argonauta argo（葵貝）は、軟体動物門の頭足綱に属するタコの仲間である。雌が卵を保育する舟形螺旋状の貝殻 (eggcase) を持つこと、および雄がその左第3腕を交接腕として切り離すことで知られる。別名はカイダコ（貝蛸）。

## 名称
動物学者の佐々木望は1927年（昭和2年）の『日本動物図鑑』以降、カイダコを本種の動物を表す和名とした。アオイガイは雌の貝殻に付けられた名前であり、動物体の和名はカイダコの方が適しているとしたためである。しかし、瀧巖 (1967) によれば、これを同属多種や全ての軟体動物に適用すると、貝殻と動物の2つの和名がそれぞれに必要になり、現実的でないためこの和名は採用しないとしている。これ以降の瀧 (1999)、池田 (2017)、奥谷 (1987; 2013; 2017)、肥後・後藤 (1993) や『広辞苑』では、見出しの名称（標準和名）としてアオイガイ、別名をカイダコとしている。
また、属する genus Argonauta もアオイガイ属、岩川 (1919)によるタコブネ属および瀧 (1935) によるカイダコ属と、揺れがある。family Argonautidae はアオイガイ科と表記されることが多いが、奥谷 (1992; 2013; 2017) のようにカイダコ科と書かれることもある。
「アオイガイ（葵貝）」の名は、殻を2枚左右対称に合わせることで植物のアオイ（葵）の葉に似ることから。
学名 Argonauta argo および英名 argonaut はラテン語の Argonauta、更には古典ギリシア語の Ἀργοναύτης (Argonaútēs) に由来し、イアソンを船長として金羊毛を求めてコルキスに向かったアルゴー船の船員を意味するアルゴナウタイに由来する。また、英名 paper nautilus は雌が紙のように (paperlike) 薄い貝殻をもつことから。

## 形態

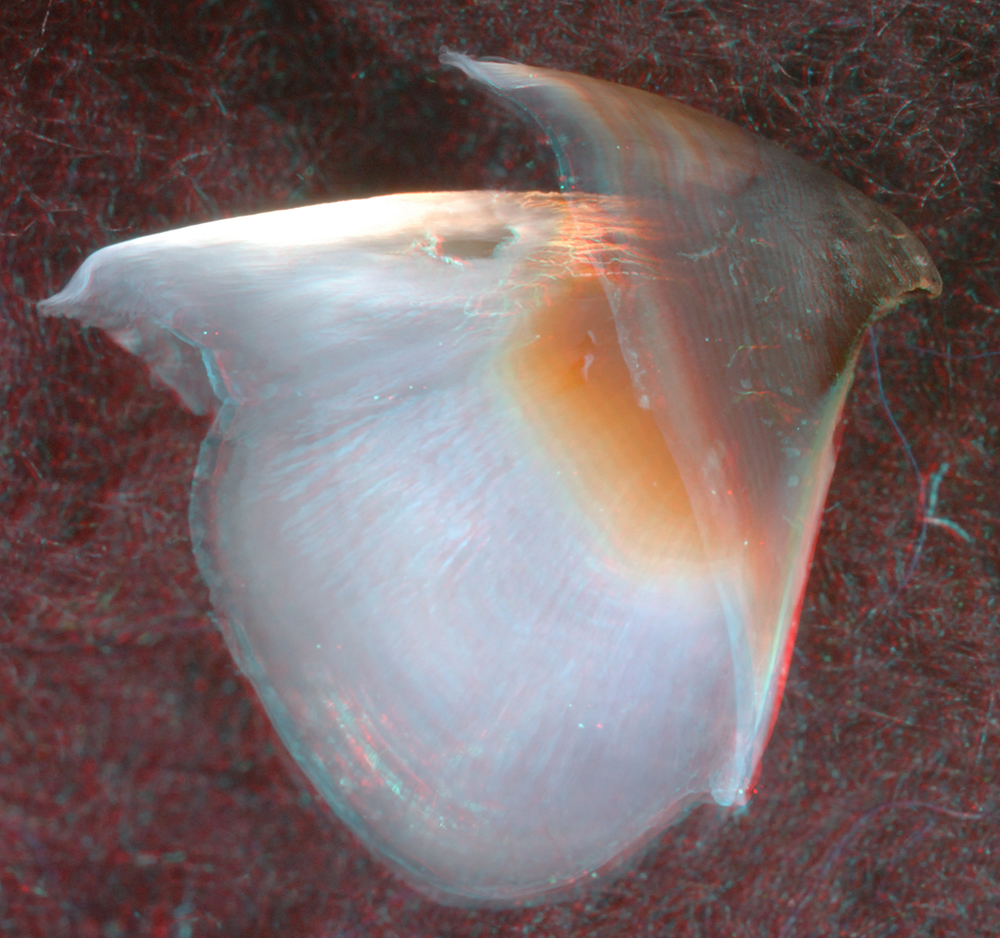
雌（外套長63 mm）の上顎。北太平洋 (34°N 140°W) で獲れたミズウオ の胃から無傷で見つかったもの。

貝殻は雌のみが保育のためにつくり、雄は貝殻をもたない。オウムガイの雌雄では雄の方が大きいのに対し、アオイガイは雄よりも雌の方が大きく、5倍程度になる。化石頭足類であるアンモナイト類もこれに合わせて殻の大きいマクロコンクを雌、殻の小さいミクロコンクを雄としている。雄は15 mm程度。雄の左第3腕は交接腕（ヘクトコチルス、hectocotylus）となり、先端部は鞭状に長く伸び、交接の際に切り離される。
以下は主に雌に関する記述である。
体は比較的柔らかく、筋肉質。外套膜はドーム型で、後方は僅かに上向きに鋭く彎曲し、体はタコブネやチヂミタコブネよりも左右に偏圧されている。深みは背腹軸方向にあり、明白に長さより短い。鰭は欠くが、外套膜縁は僅かに肥厚し、直前に横溝 (transverse groove) を形成し、それにより後方と区切られる幅広い横帯となる。その溝は少し深く、ちょうどその後ろにある外套膜の一部はタコブネのものより更に突出する。胴体の背側表面は前方に強く弓型になる。外套膜開口は広く、眼の後方まで達している。体表は全ての部分を通してかなり平滑で、色素胞は少なく、体に点在し、あちこちで銀色または緑に輝く。鰓小葉は各鰓で約28枚を数える。輸卵管は極めて長く彎曲し末端は膨大する。
頭は短く、多少上に窪み、外套腔に深く沈む。眼は大きく、半球型で両側方に突出し、基部では多少狭窄する。

### 漏斗
漏斗は大きく、薄い壁で囲まれ、第4腕基部を超えて拡がる。漏斗内転筋 (Adductors infundibuli) の位置は側方で、第4腕の基部で固定される。漏斗器は二部分に分かれ、厚く縁取られる逆V字型の背側漏斗器と2個の長卵形の腹側漏斗器からなる。背側漏斗器は背側漏斗壁 (dorsal funnel wall) の中央に位置する。腹側漏斗器は前者に比べ少し短く、腹側漏斗壁 (ventral funnel wall) のちょうど反対に位置している。漏斗基部に卵形の深い溝をもつ漏斗軟骨器をもち、外套膜内面にはこれに嵌合する丸い小突起がある。

### 腕

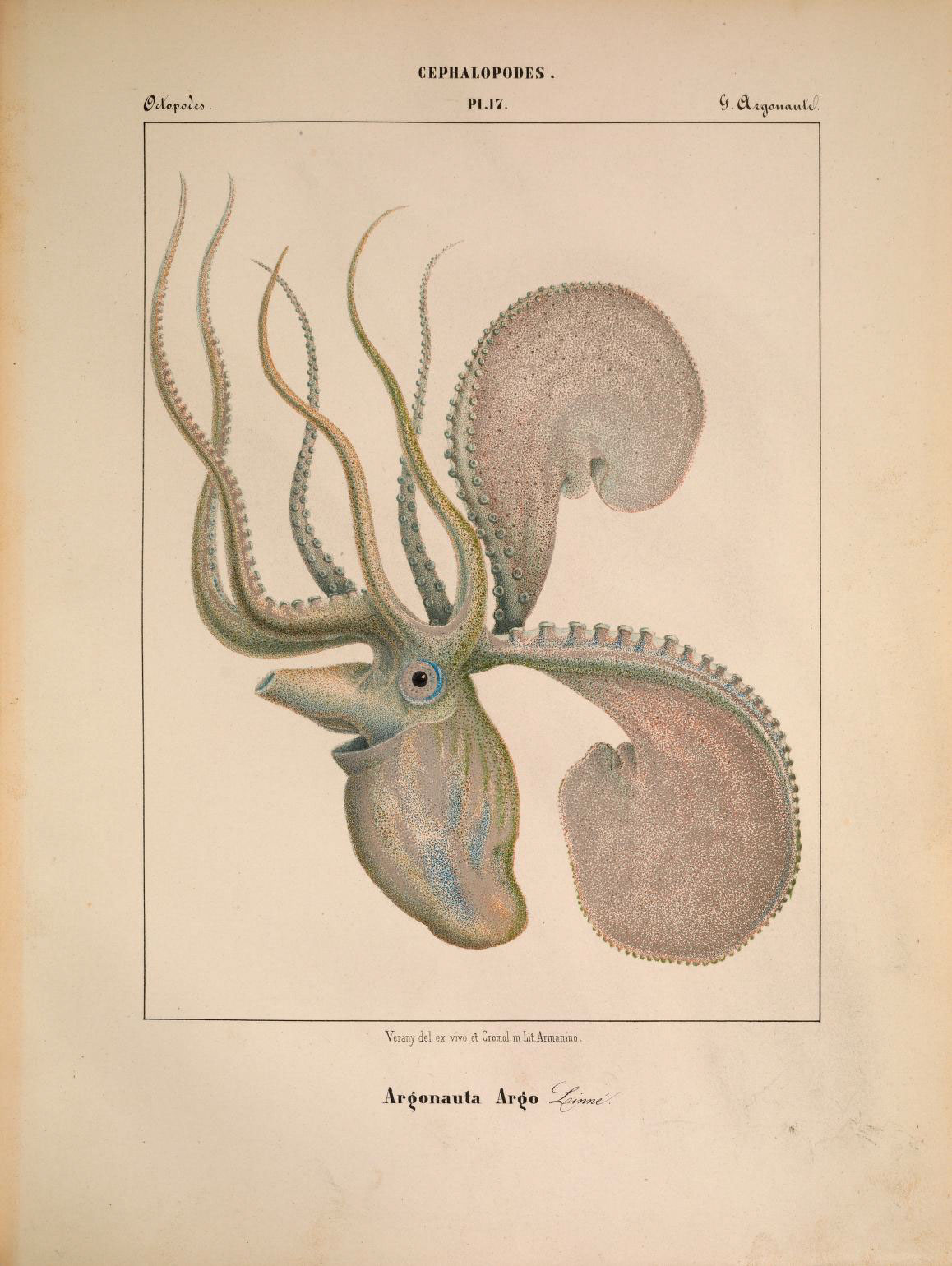
第1腕が貝殻分泌用に発達する本種の雌。

腕は著しく不等長で、腕長式は4>2≒3>1または1>4>2>3。傘膜は第1腕の間に顕著で4列目の吸盤のところまで拡大するが、他腕間ではかなり痕跡的で極めて浅い。第1腕は殻分泌のために背側（反口側）の保護膜が著しく拡張し、半扇形 (hemi-discoidal, wing-like) で、腕の末端はこの膜と癒合している。保護膜により第1腕基部の断面は三角形になる。第2腕と第3腕はほぼ同形で、扁平になり、反口側の表面は丸みを帯びる。その基部方の断面は半円形、先端の方へは極めて細まり糸状、吸盤のある面はやや平で、吸盤は60–70対ある。第4腕は第2腕と同様であるが、第2腕・第3腕に比べ決定的に長く厚く、基部は最も幅広く4–10対目ぐらいの間は保護膜が僅かに拡張肥厚している。先端方は第2腕・第3腕同様糸状に細まる。反口側の張り出しにより側方に扁平になる。吸盤はとても突出し、ほぼ円柱型になるが遠位端では少し拡がり、2列で、腕の縁に立っている。小さく大きさが均一であるという点で、また疎らに配列されるという点で、タコブネと区別される。外套長65 mmの個体では、第1腕では150列が数えられ、第2腕・第3腕では100列より少し多く、第4腕では90列を少し下回る。

### 貝殻

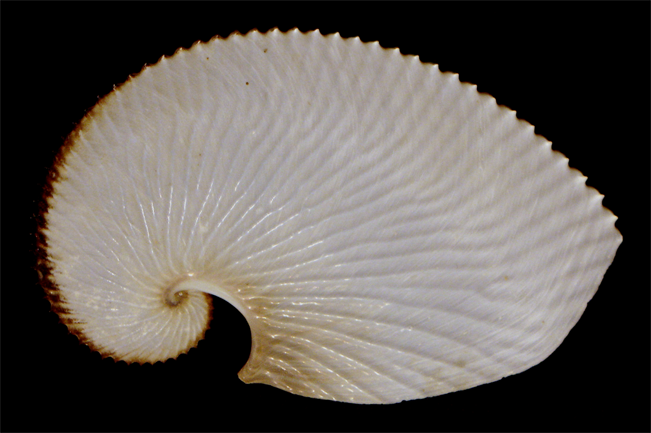
雌の貝殻。

貝殻は半円形で後方巻き込み、左右対称。貝殻長は140-145 mm、大型のものでは250-270 mm。深さは約90 mmで、顕著に側扁する。貝殻表面は光沢があり、白いが、淡褐色のものも稀に見られる。非常に狭い周線に沿って、2列の鋭く四角張った棘 (spine, tubercle) により側面からはっきりと区切られる。その刺列は列間を除いて普通黒褐色に色づき、列間は白い。棘は側方から見ると60個かそれ以上を数える。各棘は殻口外唇後隅から走る放射肋又は中途から生じる短い間肋末端と対応している。側面の放射肋ははっきりとしていて、数が多く、長さが3ないし4種類あり、規則的な順序で並んでいる。放射肋と竜骨の接点は鋭く尖る。

### 交接腕
Sasaki (1929) や奥谷ら (1987) での調査標本には雄は見られないが、何れも雌の外套膜内に切離した雄交接腕の残留が観察されている。交接腕は全体的にタコブネのものと類似していると思われる。それは長さ約32 mmで、その後ろにある幅広い収縮膜 (contractile membrane) の収縮により馬蹄形に丸く折れ曲がる。交接腕の吸盤は65個を数え、吸盤列は明確な2列にほんの僅かに置かれる。保護膜は吸盤の高さと同じくらいの幅で、吸盤の外側の表面と非常に近く接している。

### 歯舌
歯舌は7列の歯から構成される。断面は五角形で、縁歯 (marginal teeth) は少し長いが、それ以外の歯はほぼ長さは同じである。中歯 (central teeth) は細いが、基部では極めて拡がり、両側に1ないし2個の微かで低く、幅広い歯尖 (cuspi) を持つ。 内側の側歯 (lateral teeth) は中歯と同じような形だが、少し斜めで、内縁のほうが外縁より曲がっている。外側の側歯の外形はだいたい三角形の外形をしており、斜めで、その先端は内側を向いている。内側の面はほぼまっすぐで、外側は窪んでいる。

### 地域個体差の報告
Sasaki (1929) が日本各地から蒐集した32標本のうち、最大の個体は外套長82 mm、貝殻長 145 mmであった。彼によると日本の標本では、地中海の個体を調べた Jatta (1896) の記述と次の点で異なる。
- 歯舌の外側の側歯は Jatta の記述ほどは長くならず、内側の側歯や中歯より僅かに長いか、短いことさえある。
- 中歯は両側に、1または2の幽かな歯尖がみられるが、これは Jatta のイラストにはない。
- 漏斗器はより分厚く、腹側漏斗器は地中海の型で見られるものより少し長い。

## 生態・分布

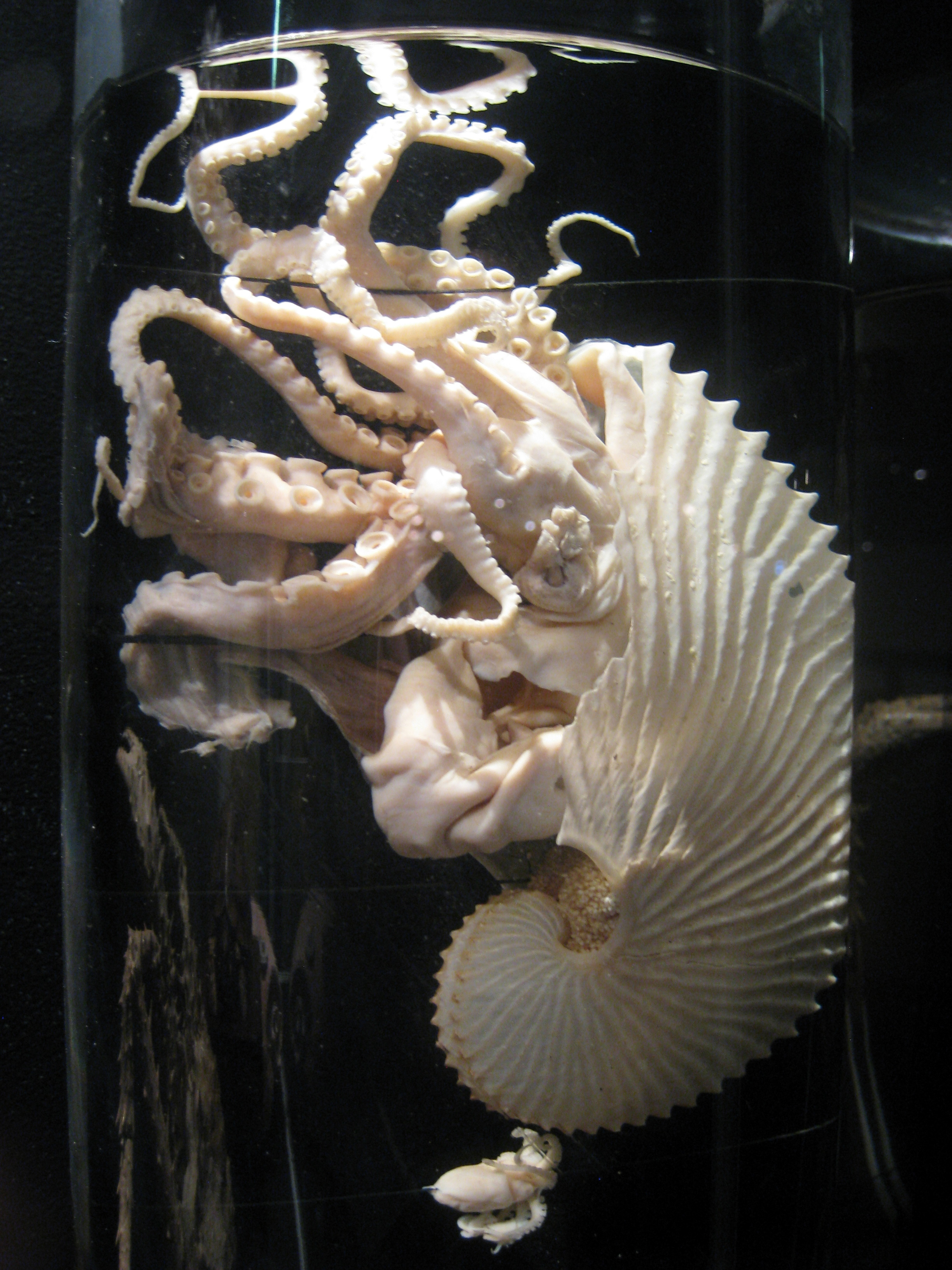
アオイガイの標本。雌雄のサイズの違いがわかる。

全世界の熱帯・暖海域（温帯・熱帯太平洋、インド洋、大西洋、地中海）の表層に棲息する。日本近海では太平洋・日本海側の暖海域に棲む。表層付近で浮遊生活を行う。時に大群をなす。
雌は第1腕が拡がった被膜から分泌した成分で育房（貝殻）をつくり、それを使って一生に何度も卵を作る。常時この腕で貝殻の外側を覆っている。この貝殻は二次的に作られたものなので、外套膜から分泌されできる他の頭足類の貝殻とは相同ではない。
一方、雄は一生に一度しか交接できない。雄の交接腕（ヘクトコチルス、hectocotylus）は精子を満載して雌の体内に挿入されると、切り離され雌の体内に残る。普通コウイカ類のもつ交接腕は再利用できる。ヘクトコチルスの名は、ギリシア語で100を意味する ἑκατόν (hekatón) に由来する接頭辞 hecto- と小さな器を意味するギリシア語の κοτύλη (kotýlē) からなり、雌のアオイガイに残った交接腕を観察したジョルジュ・キュヴィエがこれを寄生虫とみなし、百疣虫 genus Hectocotylus Cuvier, 1829 として記載したことによる。

## 人間とのかかわり

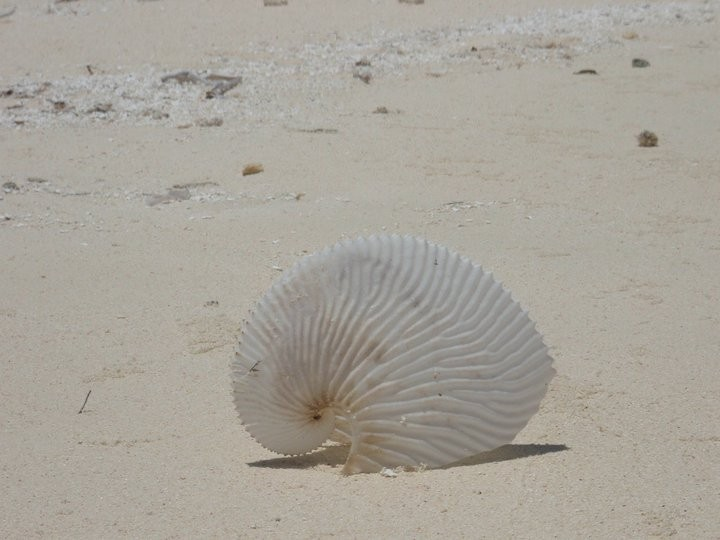
漂着した本種の貝殻

貝殻はビーチコーミングにて採集・蒐集される。殻は暖流の影響が強いときに、海岸に打ちあがる。